# 1968年グルノーブルオリンピックのオランダ選手団
1968年グルノーブルオリンピックのオランダ選手団（1968ねんグルノーブルオリンピックのオランダせんしゅだん）は、1968年2月6日から2月18日まで、フランスのグルノーブルで開催された1968年グルノーブルオリンピックのオランダ選手団、およびその競技結果。

## 概要
今大会は金メダル3個、銀メダル3個、銅メダル3個の合計9個のメダルを獲得した。金メダル数、銅メダル数はそれぞれ過去最多、合計9個のメダル獲得も過去最多であった。

## メダル
| メダル | 選手名                 | 競技             | 種目      |
| ------ | ---------------------- | ---------------- | --------- |
| 金     | カロリナ・ヘイセン     | スピードスケート | 女子1000m |
| 金     | ケース・フェルケルク   | スピードスケート | 男子1500m |
| 金     | ヨハンナ・スフット     | スピードスケート | 女子3000m |
| 銀     | アルト・シェンク       | スピードスケート | 男子1500m |
| 銀     | カロリナ・ヘイセン     | スピードスケート | 女子1500m |
| 銀     | ケース・フェルケルク   | スピードスケート | 男子5000m |
| 銅     | クリスティナ・カイザー | スピードスケート | 女子1500m |
| 銅     | クリスティナ・カイザー | スピードスケート | 女子3000m |
| 銅     | ペトルス・ノテット     | スピードスケート | 男子5000m |